# Cattedrale di San Francesco Saverio (Agartala)
La cattedrale di San Francesco Saverio è la cattedrale della diocesi di Agartala e si trova nella città di Agartala, nello stato federato Tripura, in India.

## Storia e descrizione
L'edificazione della cattedrale iniziò nell'ottobre 2010, con un progetto che prevedeva la conclusione dei lavori in tre anni.
Fu conclusa due anni più tardi, nel settembre 2015, anche a causa degli accorgimenti progettuali necessari per rendere la struttura antisismica, che imposero lavori aggiuntivi nella costruzione delle fondamenta.

### Esterni
Preceduta da un nartece, la cattedrale presenta uno stile contemporaneo, influenzato dalle forme architettoniche locali, in particolare nelle coperture.

### Interni
L'interno della chiesa è a una navata, con corridoi laterali e balconate nella parte superiore. Nell'abside al termine della navata è collocato l'altare maggiore. Dietro l'abside si trova la sacrestia.